# Lýkie

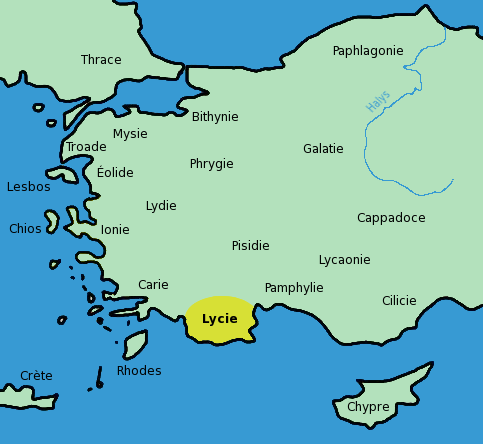
Mapa umístění Lýkie (žlutě)

Lýkie (řecky Λυκία) je historický region v Anatolii, jenž dnes administrativně spadá pod turecké provincie Antalya a Muğla.
Jde o oblast s velmi bohatou historií, jejíž pozůstatky se dochovaly až do dneška. Její obyvatelé, Lýkové, se do charakteru krajiny nesmazatelně zapsali nesčetnými skalními hrobkami, jež lemují pobřeží Středozemního moře. Na území Lýkie existovalo zhruba 20 městských států, jež dohromady tvořily tzv. Lýkijskou konfederaci s jednotnou zahraniční politikou. Lýkijská konfederace je vůbec prvním známým příkladem federativního uspořádání na světě.

## Turistika
Územím antické Lýkie prochází značená dálková turistická stezka Likya Yolu 509 km dlouhá, začíná ve městě Fethiye a končí v Antalyi. Na trase je k dispozici ubytování v hotelech, motelech a kempingových zařízeních.
Od roku 2010 se na historické stezce koná mezinárodní vícedenní běžecký ultramaraton s názvem Lycian Way Ultramarathon. Akce probíhá směrem na východ na trase dlouhé asi 220–240 km z Ölüdenizu do Antalye za šest dní.